# Copa Chile 1993
Copa Chile 1993 var 1993 års säsong av fotbollsturneringen Copa Chile. Turneringen spelades mellan den 20 februari och 24 maj 1993 och totalt 32 lag deltog. De 32 lagen delades upp i sex grupper i ett inledande gruppspel, där fyra grupper innehöll fem lag och de övriga två sex lag. De två främsta lagen i varje grupp tillsammans med de fyra bästa tvåorna gick vidare till den andra gruppspelsfasen. I denna gruppspelsfas delades de kvarvarande sexton lagen i fyra grupper med fyra lag i varje grupp. Varje gruppsegrare gick vidare till slutspelet, där de fyra lagen inledningsvis spelade semifinal, och därefter final, för att avgöra det segrande laget.

## Första gruppspelet
En match som slutade 0-0 gav 0 poäng, medan en match som vanns med mer än 3 mål gav tre poäng. I övrigt 2 poäng för vinst, 1 poäng för oavgjort och 0 poäng för förlust.
| Lag                  | S  | V | O | F | GM | IM | MS  | P  |
| -------------------- | -- | - | - | - | -- | -- | --- | -- |
| Cobreloa             | 10 | 5 | 3 | 2 | 15 | 10 | +5  | 12 |
| Cobresal             | 10 | 2 | 7 | 1 | 17 | 9  | +8  | 10 |
| Deportes Antofagasta | 10 | 2 | 5 | 3 | 13 | 13 | 0   | 10 |
| Deportes Iquique     | 10 | 4 | 3 | 3 | 15 | 19 | −4  | 10 |
| Deportes Arica       | 10 | 3 | 3 | 4 | 13 | 12 | +1  | 7  |
| Regional Atacama     | 10 | 2 | 3 | 5 | 16 | 26 | −10 | 7  |

| Lag                | S  | V | O | F | GM | IM | MS  | P  |
| ------------------ | -- | - | - | - | -- | -- | --- | -- |
| Deportes La Serena | 10 | 6 | 3 | 1 | 22 | 10 | +12 | 17 |
| Everton            | 10 | 4 | 4 | 2 | 25 | 11 | +14 | 14 |
| Coquimbo Unido     | 10 | 4 | 4 | 2 | 12 | 9  | +3  | 11 |
| Santiago Wanderers | 10 | 4 | 1 | 5 | 10 | 12 | −2  | 9  |
| Unión La Calera    | 10 | 1 | 5 | 4 | 11 | 21 | −10 | 6  |

| Lag                  | S  | V | O | F | GM | IM | MS  | P  |
| -------------------- | -- | - | - | - | -- | -- | --- | -- |
| Universidad de Chile | 10 | 6 | 4 | 0 | 13 | 4  | +9  | 13 |
| Unión Española       | 10 | 5 | 2 | 3 | 18 | 9  | +9  | 11 |
| Magallanes           | 10 | 2 | 4 | 4 | 15 | 17 | −2  | 9  |
| Deportes Colchagua   | 10 | 1 | 4 | 5 | 3  | 10 | −7  | 4  |
| Deportes Melipilla   | 10 | 0 | 3 | 7 | 12 | 25 | −13 | 2  |

| Lag                  | S  | V | O | F | GM | IM | MS  | P  |
| -------------------- | -- | - | - | - | -- | -- | --- | -- |
| Colo-Colo            | 10 | 5 | 4 | 1 | 18 | 5  | +13 | 14 |
| Palestino            | 10 | 4 | 5 | 1 | 16 | 11 | +5  | 12 |
| Universidad Católica | 10 | 5 | 1 | 4 | 20 | 16 | +4  | 12 |
| Audax Italiano       | 10 | 3 | 4 | 3 | 12 | 20 | −8  | 9  |
| Unión Santa Cruz     | 10 | 3 | 1 | 6 | 12 | 22 | −10 | 6  |

| Lag                 | S  | V | O | F | GM | IM | MS  | P  |
| ------------------- | -- | - | - | - | -- | -- | --- | -- |
| O'Higgins           | 10 | 4 | 4 | 2 | 16 | 7  | +9  | 12 |
| Deportes Concepción | 10 | 3 | 6 | 1 | 12 | 10 | +2  | 12 |
| Ñublense            | 10 | 3 | 4 | 3 | 13 | 10 | +3  | 10 |
| Rangers             | 10 | 3 | 3 | 4 | 10 | 13 | −3  | 9  |
| Lota Schwager       | 10 | 0 | 2 | 8 | 3  | 24 | −21 | 1  |

| Lag                   | S  | V | O | F | GM | IM | MS  | P  |
| --------------------- | -- | - | - | - | -- | -- | --- | -- |
| Deportes Temuco       | 10 | 7 | 3 | 0 | 25 | 6  | +19 | 19 |
| Huachipato            | 10 | 3 | 4 | 3 | 11 | 9  | +2  | 9  |
| Deportes Puerto Montt | 10 | 4 | 2 | 4 | 10 | 10 | 0   | 9  |
| Provincial Osorno     | 10 | 4 | 3 | 3 | 9  | 11 | −2  | 9  |
| Fernández Vial        | 10 | 3 | 1 | 6 | 13 | 22 | −9  | 7  |

### Rankning av treor
| Lag                   | S  | V | O | F | GM | IM | MS | P  |
| --------------------- | -- | - | - | - | -- | -- | -- | -- |
| Universidad Católica  | 10 | 5 | 1 | 4 | 20 | 16 | +4 | 12 |
| Coquimbo Unido        | 10 | 4 | 4 | 2 | 12 | 9  | +3 | 11 |
| Ñublense              | 10 | 3 | 4 | 3 | 13 | 10 | +3 | 10 |
| Deportes Antofagasta  | 10 | 2 | 5 | 3 | 13 | 13 | 0  | 10 |
| Magallanes            | 10 | 2 | 4 | 4 | 15 | 17 | −2 | 9  |
| Deportes Puerto Montt | 10 | 4 | 2 | 4 | 10 | 10 | 0  | 9  |

## Andra gruppspelet
| Lag                | S | V | O | F | GM | IM | MS | P |
| ------------------ | - | - | - | - | -- | -- | -- | - |
| Everton            | 6 | 4 | 0 | 2 | 13 | 13 | 0  | 9 |
| Colo-Colo          | 6 | 2 | 1 | 3 | 11 | 9  | +2 | 6 |
| Deportes La Serena | 6 | 2 | 2 | 2 | 7  | 8  | −1 | 5 |
| Cobresal           | 6 | 1 | 3 | 2 | 8  | 9  | −1 | 4 |

| Lag                  | S | V | O | F | GM | IM | MS  | P  |
| -------------------- | - | - | - | - | -- | -- | --- | -- |
| Universidad de Chile | 6 | 4 | 0 | 2 | 18 | 10 | +8  | 11 |
| Deportes Temuco      | 6 | 4 | 0 | 2 | 12 | 8  | +4  | 9  |
| Palestino            | 6 | 3 | 1 | 2 | 10 | 7  | +3  | 7  |
| Ñublense             | 6 | 0 | 1 | 5 | 6  | 21 | −15 | 0  |

| Lag                 | S | V | O | F | GM | IM | MS | P |
| ------------------- | - | - | - | - | -- | -- | -- | - |
| Unión Española      | 6 | 3 | 2 | 1 | 13 | 5  | +8 | 8 |
| Coquimbo Unido      | 6 | 2 | 3 | 1 | 8  | 12 | −4 | 6 |
| Huachipato          | 6 | 2 | 1 | 3 | 7  | 8  | −1 | 5 |
| Deportes Concepción | 6 | 0 | 4 | 2 | 5  | 8  | −3 | 3 |

| Lag                  | S | V | O | F | GM | IM | MS  | P  |
| -------------------- | - | - | - | - | -- | -- | --- | -- |
| Cobreloa             | 6 | 4 | 0 | 2 | 13 | 6  | +7  | 10 |
| Deportes Antofagasta | 6 | 3 | 2 | 1 | 11 | 5  | +6  | 8  |
| O'Higgins            | 6 | 3 | 2 | 1 | 11 | 10 | +1  | 8  |
| Universidad Católica | 6 | 0 | 1 | 5 | 9  | 23 | −14 | 1  |

## Källa
Den här artikeln är helt eller delvis baserad på material från spanskspråkiga Wikipedia.